# Semiahmoo (záliv)

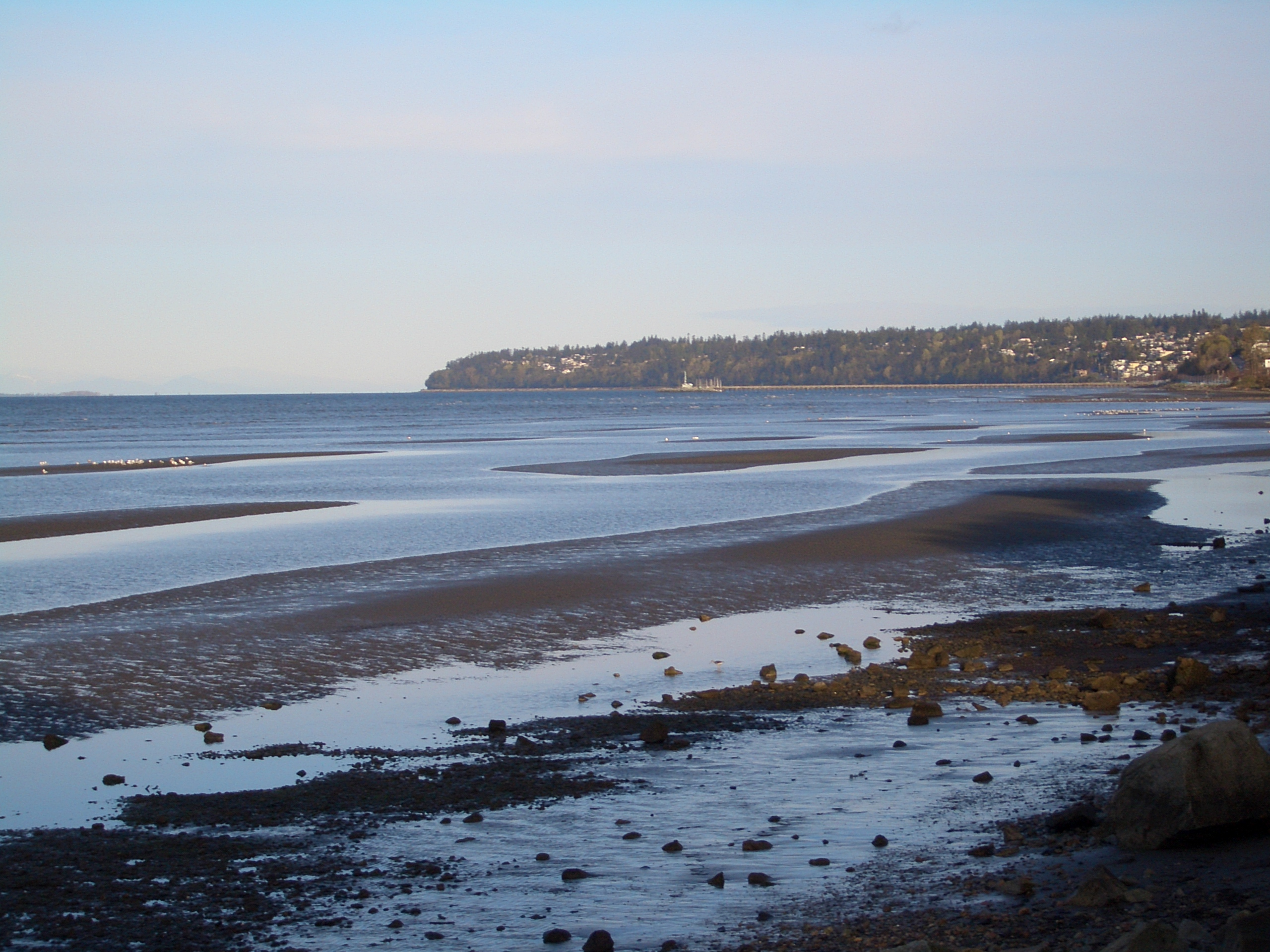
Záliv Semiahmoo s městem White Rock v pozadí.

Záliv Semiahmoo Bay je jihovýchodní část Hraničního zálivu na severoamerickém pobřeží Tichého oceánu. Název „Semiahmoo“ znamená v jazyce Pobřežních Sališů „půlměsíc“.
Místa, která se na pobřeží zálivu vyskytují (od severu k jihu):
- Britská Kolumbie (Metro Vancouver)
  - Crescent Beach a Ocean Park, části města Surrey
  - město White Rock
  - indiánská rezervace kmene Semiahmoo
  - provinční park Peace Arch
- Washington
  - státní park Peace Arch
  - město Blaine

Na hranici zálivu, v Blainu, se nachází Draytonova zátoka s přístavištěm. Na kanadské straně se do zálivu vlévá řeka Campbell, na americké straně přes Draytonovu zátoku to jsou Kalifornský a Dakotský potok.